# Hive Destruction
Hive Destruction war eine 2008 gegründete und 2015 aufgelöste Post-Metal-Band.

## Geschichte
Der ehemalige Amenra-Bassist Kristof J. Mondy und Matthias Halsberghe, Gitarrist der Gruppe Liar, gründeten Hive Destruction im Oktober 2008 als experimentelles Metal-Projekt. Bis zum August des Folgejahres entstanden acht gänzlich instrumentale Stücke. Die Musiker wählten vier Stücke aus und vertrieben diese als Demo über ihre Myspace-Seite. Nachdem das Demo positiv aufgenommen wurde, formierten Mondy und Halsberghe bis zum September 2009 eine feste Bandbesetzung, um auch Live in Erscheinung treten zu können. Die hinzugezogenen Musiker Filip Maelbrancke und Bert Guillemont spielten beide bereits zuvor mit Halsberghe bei Liar. Maelbrancke übernahm das Sampling und eine weitere Gitarre, Guillemont das Schlagzeug. Bis zum Frühjahr 2010 probte die Gruppe und arbeitete weiteres gemeinsames Material aus. Im März und April gaben Hive Destruction ihre ersten Konzerte und erhielten überwiegend positive Resonanz. Auf den Erfolg reagierten Hive Destruction mit einem zweiten Demo, welches erneut über Myspace vertrieben wurde.
Im Jahr 2010 intensivierte die Band das Bemühen um eine offizielle Veröffentlichung, welche mitunter auf das Material beider Demos zurückgreifen sollte. Die Bemühungen der Gruppe mündeten im Januar 2011 im ersten offiziellen Tonträger in Form einer Split-EP mit der französischen Screamo-Band Alceste. Beide Gruppen steuerten jeweils drei Titel für die, von einem Konglomerat mehrerer Firmen vertriebene, EP bei. Im April folgte die geplante überarbeitete und neu eingespielte Zusammenstellung der bisherigen Demoaufnahmen Secretvm / Veritas über das amerikanische Independent-Label Init Records. Das Album enthielt zwei bislang unveröffentlichte Stücke. Im Mai erschien eine weitere, diesmal mit Amenra über Init Records veröffentlichte und von Billy Anderson und Hein Devos produzierte, Split-EP. Diesmal steuerten die beteiligten Gruppen nur jeweils ein Stück bei. Nach dieser Veröffentlichung und einigen sporadischen Auftritten blieben bis 2013 weitere Konzerte und Veröffentlichungen aus. Erst 2013, mit der Bekanntgabe, dass Mondy aus der Band ausgeschieden und durch Bert Vandekendelaere ersetzt worden sei, wurde auch die Arbeit an neuem Material publik gemacht. Das selbstbetitelte Album wurde 2015 im Selbstverlag als letzte Veröffentlichung der Gruppe herausgegeben. Das Album enthielt erstmals, auf drei von sechs Stücken, Gesang. Mit Erscheinen des Albums wurden Hive Destruction aufgelöst.

## Stil
Bereits zu Beginn des Bandbestehens formulierten Mondy und Halsberghe eine Stilidee, welcher die Gruppe bis zu ihrer Auflösung treu blieb. Das Riffing sollte sich an Crowbar, Old Man Gloom, Neurosis und Isis orientieren, allerdings sowohl auf atmosphärische Akustikelemente als auch auf extreme elektronische Distortionen zurückgreifen und einen traurigen Groove vermitteln.
Die Gruppe greift neben der regulären Instrumentierung auf eine Vielzahl an Samples zurück, neben Geräuscheffekten werden Ausschnitte aus Spielfilmen und politischen Diskussionen genutzt. Diese Tonfragmente wurden dabei in mehreren Schichten auf die Musik gelegt. Gesang wurde erstmals auf dem zweiten und letzten Album Hive Destruction eingesetzt.

## Diskografie
- 2009: Teeth of Silver, Teeth of Gold (Demo)
- 2010: To Serve King and Queen (Demo)
- 2011: Alceste / Hive Destruction (Split-EP, Emergence, Meat Is Murder Vegan Records, Orchid Scent, Igorfest Records)
- 2011: Secretvm / Veritas (Album, Init Records)
- 2011: Brethren Bound By Blood 2/3 (Split-EP mit Amenra, Init Records)
- 2015: Hive Destruction (Album, Selbstverlag)